# Die Linke
| De to ligeordnede formænd for partiet, Martin Schirdewan og Janine Wissler |  | De to ligeordnede formænd for partiet, Martin Schirdewan og Janine Wissler |
| De to ligeordnede formænd for partiet, Martin Schirdewan og Janine Wissler |  |                                                                            |

Die Linke er et tysk socialistisk parti. Partiet blev stiftet i 2007, da Die Linke.PDS (efterfølgerparti til det kommunistiske SED) fusionerede med WASG efter de to partier havde kørt valgkamp sammen i 2005 under listenavnet Die Linkspartei. Partiet bekender sig til demokratisk socialisme.
Partiet er repræsenteret i Forbundsdagen i Berlin. Partiet fik ved Forbundsdagsvalget 2021 4,9% af stemmerne og kom således under den tyske spærregrænse på 5,0 %, med da partiet opnåede valg af direkte mandater i tre valgkredse, opnåede Die Linke 39 mandater i Forbundsdagen - en tilbagegang på 30 mandater fra valget i 2017.
Partiet er desuden repræsenteret i flere af de 16 tyske delstatsparlamenter og indgår i regeringen for Brandenburg siden 2009.
5. december 2014 fik Die Linke for første gang siden tilslutningen til BRD ministerprædentposten (Bodo Ramelow) i en tysk delstat (Thüringen), tidligere DDR. 
Partiets medlemmer kommer hovedsageligt fra Die Linke.PDS[kilde mangler], efterfølgerparti til Sozialistische Einheitspartei Deutschlands, det statsbærende kommunistiske parti i DDR.